# Бен-Гур: история Христа (фильм)
«Бен-Гур: история Христа» (англ. Ben-Hur: A Tale of the Christ, 1925) — немой черно-белый кинофильм американского режиссёра Фреда Нибло, снятый по одноимённому роману американского писателя Лью Уолласа кинокомпанией Metro Goldwyn Mayer. В 1997 году был выбран Библиотекой Конгресса для сохранения в Национальном реестре фильмов США как «культурно, исторически или эстетически значимый». Является частично цветным фильмом.

## Сюжет
Бен-Гур — молодой богатый принц Иудеи и друг детства могущественного римского трибуна Мессалы. Когда непреднамеренное покушение и ложное обвинение приводят к аресту Бен-Гура, Мессала, ставший коррумпированным и высокомерным, следит за тем, чтобы Бен-Гура и его семью разделили и заключили в тюрьму.
Бен-Гур приговорён к рабскому труду на римской военной галере. По пути к месту отбывания, не зная того, он встречает Иисуса, сына плотника, который предлагает ему воды. На корабле неповиновение и сила Бен-Гура впечатляют римского патриция Квинта Аррия, который позволяет ему не носить цепей. Это сыграло на руку патрицию, так как, когда его корабль подвергается нападению пиратов и оказывается потоплен, Бен-Гур спасает Аррия от утопления.
Аррий начинает относиться к Бен-Гуру как к сыну, и с годами юноша становится сильным и становится победителем гонок на колесницах. Происходит решающая схватка с Мессалой в гонке на колесницах, в которой Бен-Гур становится победителем. Однако Мессала не умирает, как в более известной адаптации романа.
Бен-Гур в конце концов воссоединяется со своей матерью и сестрой, которые страдают от проказы, но их исцеляет чудесным образом Иисус Христос.

## В ролях
- Рамон Новарро — Иуда Бен-Гур
- Фрэнсис Бушмен — Мессала
- Мэй МакЭвой — Эстер
- Бэтти Бронсон — Мария, мать Иисуса Христа
- Кэтлин Ки — Тирза
- Кармел Майерс — Айрас
- Найджел Де Брулир — Симонид
- Митчелл Льюис — Шейх Ильдериум
- Лео Уайт — Санбаллат
- Фрэнк Курьер (англ. Frank Currier) — Квинт Аррий, римский патриций
- Чарльз Белчер — Бальтазар, один из трёх волхвов, пришедших поклониться младенцу Христу
- Дэйл Фуллер (англ. Dale Fuller) — Амра
- Уинтер Холл (англ. Winter Hall) — Иосиф
- Кэрол Ломбард — рабыня (нет в титрах)
- Клод Пейтон — Иисус Христос

## Факты
- Фильм является самым дорогим немым кино в истории — на съёмки ушло 3,9 миллиона долларов США[3]. В ценах начала XXI века это составляет около 40 миллионов долларов.
- «Бен-Гур: история Христа» стал второй экранизацией романа Лью Уоллеса. Предыдущая вышла в 1907 году.
- Работу над фильмом начала компания «Goldwyn Pictures[англ.]» в 1923 году, но в 1924 она объединилась с «Metro Pictures» и «Louis B. Mayer Pictures[нем.]», образовав «Metro Goldwyn Mayer» (MGM).
- «Бен-Гур» был не только очень успешным романом, но и весьма популярной театральной постановкой[англ.], шедшей на театральных подмостках в течение двадцати пяти лет. Лишь в 1922 году, спустя два года после последнего турне шоу «Бен-Гур», кинокомпания «Goldwyn Pictures» смогла наконец позволить себе приобрести права на экранизацию романа. Продюсер шоу, Абрахам Эрлэнджер (англ. Abraham Erlanger), требовал неподъемную для студии цену. С ним удалось договориться лишь предложив весьма значительную долю в прибыли проекта и возможность контролировать любую деталь кинопроизводства.
- Съёмки начались в Италии в 1923 году, ознаменовав начало двух лет трудностей, несчастных случаев, и, в конечном счёте, возвращения в съёмочные павильоны Голливуда. Дополнительный набор актёров (включая утверждение Рамона Новарро на роль Бен-Гура) и замена режиссёра значительно увеличили ранее запланированный бюджет картины. Отделу продаж студии, рекламируя фильм, приходилось оперировать такими лозунгами как: «Это картина, которую должен увидеть каждый христианин!», стараясь привлечь в кинотеатры как можно более широкий круг общественности. Хотя после премьеры 1925 года недостатка в зрителях не было, и картина собрала около девяти миллионов долларов выручки, её огромные расходы и кабальные обязательства студии перед Эрлэнджером так и не позволили MGM вернуть свои четырёхмиллионные инвестиции в этот фильм[4][5].
- Во время съёмок сцены соревнований на колесницах возничие действовали очень медленно и осторожно, чем весьма раздражали Мейера. Чтобы сделать сцену более правдоподобной он предложил приз в 100$ победителю гонок. Случившаяся в результате страшная катастрофа была заснята оператором и до сих пор присутствует в фильме. Несколько лошадей погибли[6].
- В общей сложности 60 960 метров (200 000 футов) плёнки были израсходованы во время съёмки сцены гонки на колесницах, из которых после монтажа осталось лишь 229 метров (750 футов)[7]. Эта сцена была многократно повторена в других кинематографических произведениях. В частности, её повторил Уильям Уайлер, снимая в 1959 году ремейк этого фильма; она же скопирована в «Принце Египта»; её невозможно не вспомнить, просматривая сцену гонок в Первом эпизоде «Звездных войн», снятых почти 75 лет спустя.
- Некоторые сцены фильма были сняты с использованием двухцветной технологии «Техниколор» (англ. Technicolor).
- Одним из ассистентов режиссёра фильма был очень молодой в те годы Уильям Уайлер, который создаст в 1959 году знаменитый ремейк этого фильма.
- «Бен-Гур: история Христа» является одним из немногих фильмов, обладающих «100%-ной свежестью» по рейтингу сайта «Rotten Tomatoes», то есть фильмом, не имеющим ни одной отрицательной рецензии[8].

## Переиздание
При переиздании фильма, сделанном в 1931 году, к нему была добавлена оригинальная музыка, созданная композиторами Уильямом Экстом и Дэвидом Мендозой, и звуковые эффекты. По прошествии десятилетий выяснилось, что некоторые оригинальные сегменты плёнки, снятые по технологии «Техниколор», были заменены альтернативными чёрно-белыми. Видимо, это также было сделано во время переиздания 1931 года. Данные сцены считались утраченными до 1980-х, когда кинокомпания «Тернер Энтертейнмент» (англ. Turner Entertainment) (которая к этому времени предусмотрительно обзавелась правами на фильм) неожиданно нашла недостающие сегменты плёнки в чешском кинематографическом архиве.

## Восстановление
Современная версия фильма является переизданием плёнки 1925 года, произведённым под контролем Turner Entertainment. Восстановлению были подвергнуты цветовые оттенки и сегменты, отснятые по технологии Technicolor. Также был добавлен незадолго до этого записанный компанией Thames Television стерео-саундтрек, исполненный Лондонским филармоническим оркестром под управлением Карла Дэвиса. Саундтрек первоначально предназначался для показа фильма на Thames Television.
Эта версия фильма может быть найдена на DVD с коллекционным изданием этого же фильма 1959 года.

## Другие версии фильма
- в 1907 году по роману Лью Уолласа, лежащего в основе данного фильма, был снят 15-минутный немой фильм[9].
- в 1959 Уильям Уайлер по этой же книге снял грандиозную эпическую картину, получившую 11 премий «Оскар»[10].
- 15 февраля 2003 был представлен 80-минутный мультипликационный фильм[11].
- в 2010 был снят фильм с Джозефом Морганом в главной роли[12].
- в 2016 Тимур Бекмамбетов снял фильм с бюджетом в 100 000 000 долларов